# Тафт-Саутвест (Техас)
Тафт-Саутвест (англ. Taft Southwest) — переписна місцевість (CDP) в США, в окрузі Сан-Патрисіо штату Техас. Населення — 1296 осіб (2020).

## Географія
Тафт-Саутвест розташований за координатами 27°58′23″ пн. ш. 97°24′20″ зх. д. / 27.97306° пн. ш. 97.40556° зх. д. (27.972997, -97.405666).  За даними Бюро перепису населення США в 2010 році переписна місцевість мала площу 1,64 км², уся площа — суходіл.

## Демографія
Згідно з переписом 2010 року, у переписній місцевості мешкало 1460 осіб у 450 домогосподарствах у складі 347 родин. Густота населення становила 892 особи/км².  Було 517 помешкань (316/км²).
Расовий склад населення:
| - 83,5 % — білих - 1,2 % — корінних американців - 1,0 % — чорних або афроамериканців - 0,1 % — азіатів - 12,2 % — осіб інших рас |

До двох чи більше рас належало 2,1 %. Частка іспаномовних становила 95,5 % від усіх жителів.
За віковим діапазоном населення розподілялося таким чином: 31,1 % — особи молодші 18 років, 53,6 % — особи у віці 18—64 років, 15,3 % — особи у віці 65 років та старші. Медіана віку мешканця становила 34,9 року. На 100 осіб жіночої статі у переписній місцевості припадало 96,2 чоловіків;  на 100 жінок у віці від 18 років та старших — 92,7 чоловіків також старших 18 років.
Середній дохід на одне домашнє господарство  становив 43 745 доларів США (медіана — 33 352), а середній дохід на одну сім'ю — 47 241 долар (медіана — 35 096). За межею бідності перебувало 24,9 % осіб, у тому числі 31,6 % дітей у віці до 18 років та 14,2 % осіб у віці 65 років та старших.
Цивільне працевлаштоване населення становило 420 осіб. Основні галузі зайнятості: будівництво — 27,4 %, освіта, охорона здоров'я та соціальна допомога — 16,0 %, сільське господарство, лісництво, риболовля — 14,8 %.